# ترزا هسو
ترزا هسو (انگلیسی: Teresa Hsu؛‏ چینی: 许哲؛ ‏ ۷ ژوئیهٔ ۱۸۹۸ – ۷ دسامبر ۲۰۱۱) نیکوکار، کارمند خیریه، مددکار اجتماعی، معلم یوگا، پرستار، و یک زن ابرصدساله سنگاپوری متولد چین بود که به سبب کمک به افراد مسن، بیمار و بی‌بضاعت در ستگائور، با عشق به‌عنوان «مادر ترزای سنگاپور» نامیده می‌شد این پرستار بازنشسته بنیان‌گذار موسسات خیریه غیرانتفاعی بود - «هارت-تو-هارت سرویسز» و «خانه بیماران سالخورده» که یکی از نخستین مراکز خدماتی برای بیماران سالخورده در سنگاپور است. او همچنین یک مددکار اجتماعی در چین و پاراگوئه و یک پرستار در انگلیس بود، تا آنکه برای راه‌اندازی موسسات خیریه غیرانتفاعی مشابهی از سال ۱۹۶۱ به سنگاپور آمد. هسو علیرغم اینکه یک ابرصدساله بود، همچنان در کارهای خیریه مشارکت داشت و یکی از معدود ابرصدساله‌هایی بود که به دلایلی غیر از طول زیاد عمرشان شناخته شدند. او تقریباً تمام پس‌اندازش را صرف تغذیه و اسکان فقرا و افراد مسن کرده بود که همگی از او جوان‌تر بودند، در حالی که خودش سبک زندگی ساده و فروتنانه‌ای داشت. در سال ۲۰۰۵، او «جایزه قدردانی ویژه» را از دولت سنگاپور برای قدردانی از مشارکت خود در این کشور دریافت کرد.

## اوایل زندگی
بنا بر گزارش‌ها، هسو در ۷ ژوئیه ۱۸۹۸ در استان شانتوی چین، در دوران سلطنت دودمان چینگ منچو به دنیا آمد، اگرچه این موضوع هرگز به‌طور مستقل تأیید نشده است. وقتی هسو جوان بود، پدرش به خاطر یک زن دیگر خانواده را ترک کرد. مادرش که بی‌سواد بود مجبور شد به تنهایی مسئولیت زندگی را بر دوش گرفته و از پسِ زندگیِ سه دختر و یک برادرش برآید. در ۱۶ سالگی، خانواده او به پنانگ در مالایای بریتانیا نقل مکان کردند، و در آنجا به عنوان نظافتچی در صومعه کار می‌کردند. هسو از آنجایی که نمی‌خواست در تمام عمرش نظافتچی بماند، از راهبه‌های آنجا خواست تا به او اجازه دهند با بچه‌ها درس بخواند و آنها موافقت کردند. او با ترکیب مطالعه و کار و پشتکار زیاد، چهار سال بعد از سد امتحانات «کمبریج سینیور» گذشت. او که حالا تحصیلات مقدماتی داشت، برای کار به هنگ کنگ و بعداً به چونگ‌چینگ در چین رفت، و در آنجا در دهه ۱۹۳۰، در دفتر یک خبرگزاری آلمانی منشی و دفتردار شد. مدتی بعد او کار خود را رها کرد تا داوطلب شود و در طول جنگ دوم چین و ژاپن به مجروحان کمک کند.
هسو با یادآوری ناتوانی خود در کمک به مجروحانی که در طول جنگ جهانی دوم دید، تصمیم گرفت پرستار شود. از آنجایی که او ۴۷ سال سن داشت، درخواستی به سرپرست شورای پرستاری در لندن نوشت. با توجه به صداقت و فداکاری هسو، درخواست او پذیرفته شد. او هشت سال را در انگلستان برای پرستاری و هشت سال دیگر را در پاراگوئه به عنوان عضوی از گروه خیریه آلمانی برودرهوف گذراند تا بیمارستان‌ها و خانه‌هایی برای سالمندان در آنجا راه اندازی کند. در اواسط ۵۰ سالگی، او تصمیم گرفت به خانه‌اش در پنانگ بازگردد تا با مادرش باشد. در مالزی، او به برادرش در راه اندازی «بنیاد آسسونتا برای فقرا» در ایپوه کمک کرد. او همچنین در راه اندازی سه خانه سالمندان و دو خانه برای دختران جوان و کودکان بدسرپرست در ایپوه نقش اساسی داشت.

## سبک زندگی

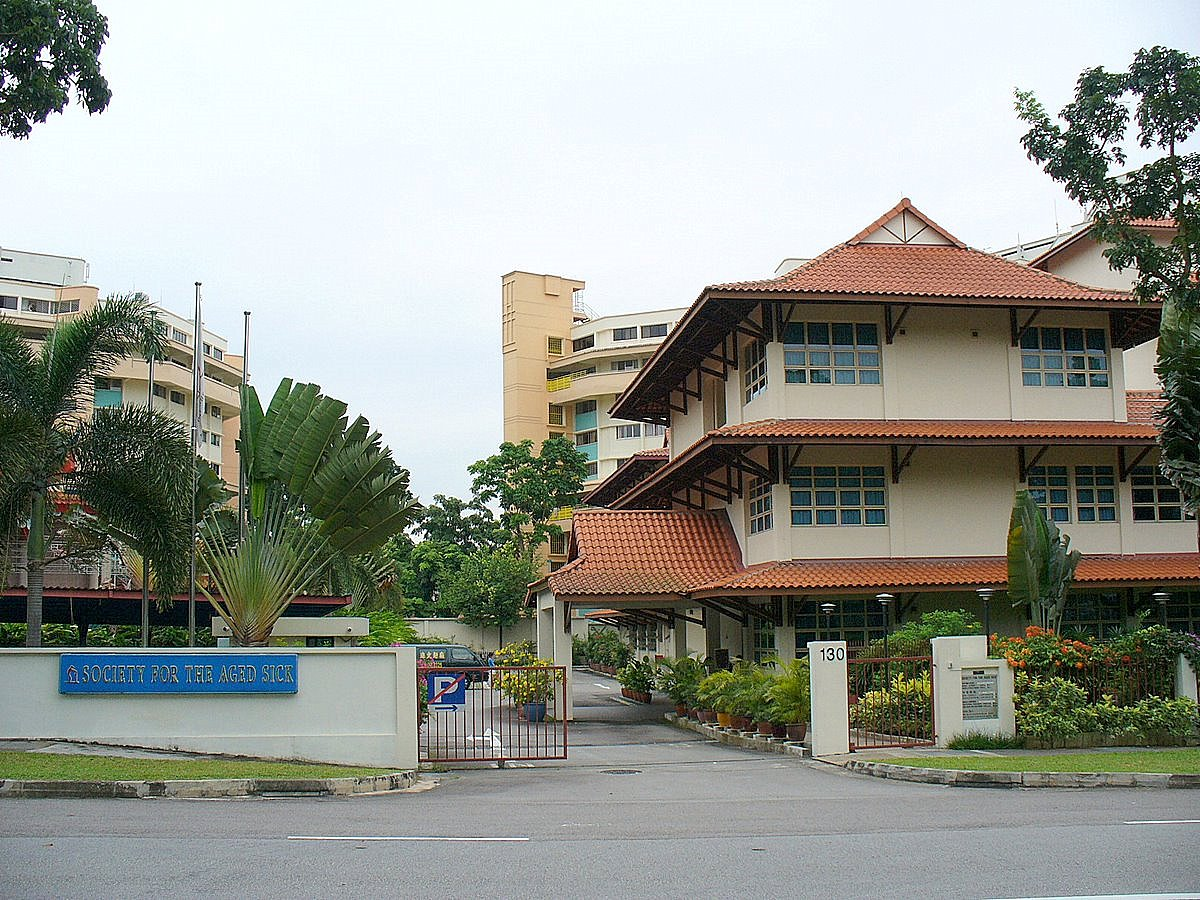
انجمن بیماران سالخورده در پلاک ۱ خیابان هوگانگ، سنگاپور

هسو پس از ۱۱۰ سالگی هنوز به‌طور فعال در کارهای خیریه شرکت داشت. هسو که مدافع زندگی سالم بود، اغلب در مدارس، خانه‌های رفاهی و بیمارستان‌های سنگاپور و خارج از کشور در مورد بهداشت و نحوهٔ خدمات به نیازمندان سخنرانی می‌کرد. وقتی از هسو در مورد راز سلامتی و طول عمرش پرسیدند، هسو سلامتی خوب خود را به سبک زندگی زاهدانه، رژیم غذایی گیاه‌خواری و نگرش مثبتش نسبت به زندگی نسبت داد.
من خندیدن را به گریه کردن ترجیح می‌دهم. من همیشه به کسانی که نزد من گریه می‌کنند، می‌گویم خندیدن بهتر از استفاده از دستمال کاغذی است، زیرا خندیدن رایگان است اما دستمال کاغذی هنوز پنج سنت قیمت دارد. «هاهاها» (خندیدن) مفت و مجانی است.
او روز خود را از ساعت ۴ صبح با ورزش خیابانی، مدیتیشن و یک ساعت تمرینات یوگا آغاز می‌کرد. شب‌ها دوباره یوگا انجام می‌داد، سپس تا نیمه‌شب مطالعه می‌کرد. او در ۶۹ سالگی یوگا را شروع کرد، زمانی که کتابی با عنوان همیشه جوان، همیشه تندرست خرید. او همچنین یوگا را در معابد، انجمن‌ها، بیمارستان‌ها و مدارس به پیر و جوان آموزش داد. او کم می‌خورد. صبحانه او یک لیوان آب یا شیر بود. ناهار غالباً شیر و سالاد بود، مگر اینکه «مردم برایم غذا بیاورند» و برای شام شیر یا ماست می‌خورد. او در خانه یک کتابخانه خصوصی ۲٬۰۰۰ جلدی داشت که به آن «پریما» می‌گفت، که در زبان سانسکریت به معنای «عشق ایزدی» است. روزهای پایانی زندگی او با سفرهایی برای کمک به شهروندان مسن نیازمند، مطالعه و تمرین یوگا در خانه تک طبقه‌اش با وسایل و مبلمان کم که به انجمن بیماران سالخورده متصل بود، گذشت.

### گیاهخواری
هسو از بدو تولد گیاهخوار بود زیرا قادر به هضم گوشت نبود. از دهه ۱۹۵۰ او یک گیاهخوار اخلاقی شد.
من از بدو تولد به غذاهای غیر گیاهی حساسیت دارم. یک روز در دهه ۱۹۵۰، زمانی که در کنار رودخانه نشسته بودم و مشغول تماشای ماهی‌هایی بودم که با خوشحالی با یکدیگر بازی می‌کردند، آگاهانه گیاهخوار شدم. با خود فکر کردم که ما انسان‌ها حق نداریم به خوشی و تفریح آنها خاتمه دهیم، چاقو در گلویشان بگذاریم و به‌خاطر خودمان، آنها را دچار درد و عذاب کنیم.
او اظهار داشت که رژیم گیاهخواری او شامل سبزیجات خام، آووکادو، آب میوه، شیر، لوبیا و تخم مرغ خام بود. هسو هر روز یک تخم مرغ خام برای صبحانه می‌خورد. در ۱۳ سال آخر زندگی، دوستانش هر هفته غذای گیاهی از جمله سبزیجات تازه ارگانیک به او می‌دادند.

## مرگ
هسو در ۷ دسامبر ۲۰۱۱ در خانه‌اش درگذشت و طبق وصیت در همان روز بدون هیچ تشریفاتی سوزانده شد. اعتقاد بر این بود که او در زمان مرگش مسن‌ترین فرد زنده در سنگاپور بود، اگرچه در اواخر همان سال گزارش شد که «فادیله نور آبه» در سال ۱۸۹۷ به دنیا آمده است.